# Gens Sergia

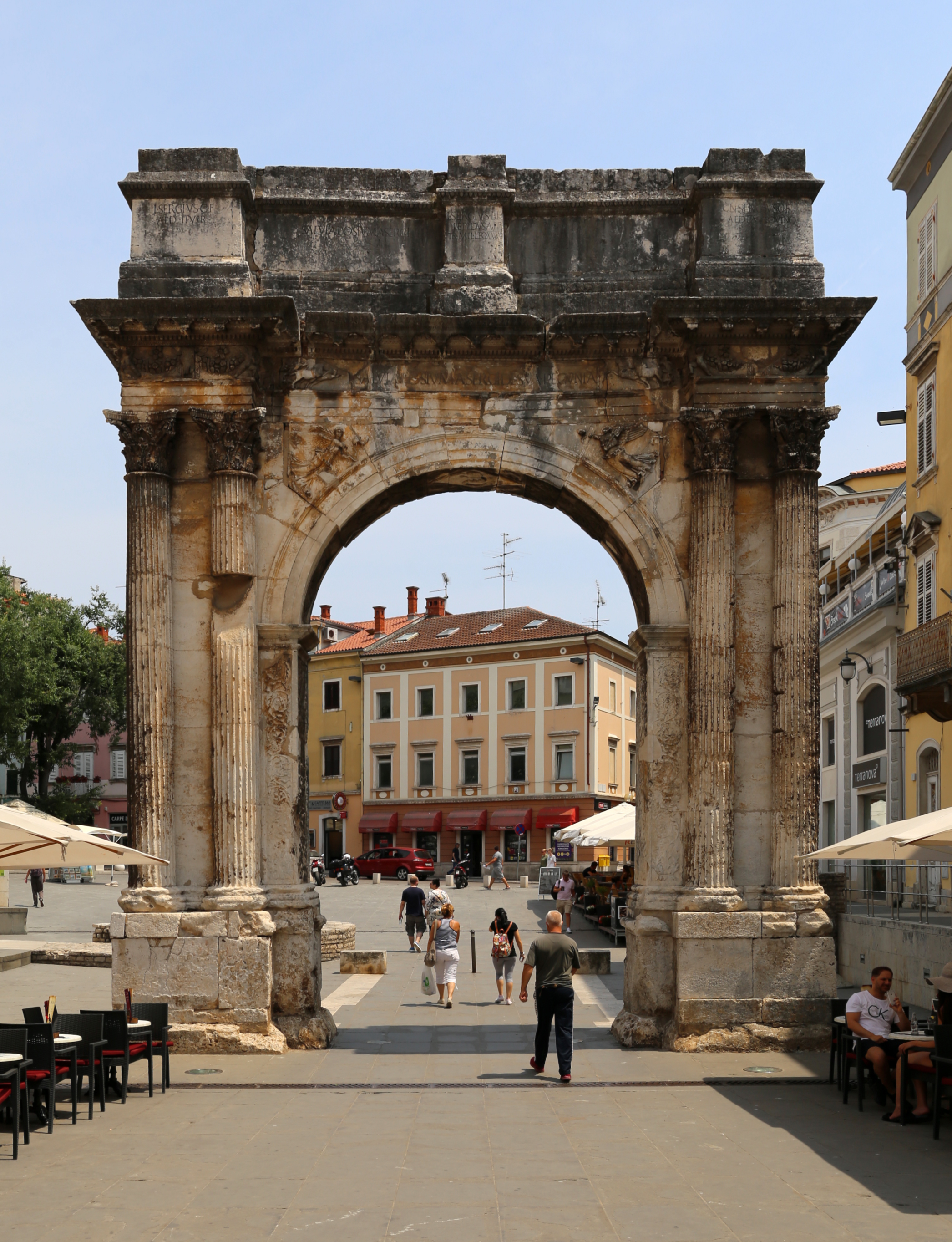
Arco de los Sergios de Pula.

La gens Sergia (o simplemente Sergii) era una antigua familia patricia romana que se cree era de origen troyano y luego albano. En cuanto al padre, se considera que debió de ser Sergesto, fiel compañero de Eneas, mencionado en repetidas ocasiones por Virgilio en la Eneida: «Sergestusque, domus tenet a quo Sergia nomen».

## Origen y territorio
La gens Sergia es mencionada por Theodor Mommsen entre las más antiguas familias romanas, y formaba parte de las cien gentes originarie citadas por el historiador Tito Livio, y desde el principio de la edad arcaica formaba parte también de la tribu romana homónima, la Sergia, cuyo territorio comprendía las regiones de Sabinia, Umbría, así como también los territorios que ocupaban los marsos y pelignos como Corfinio, Sulmona y Asís.

## Historia
Los Sergii fueron protagonistas de la historia romana y ocuparon las más importantes magistraturas durante la república; en particular ocuparon el consulado doce veces.
La familia se subdivide en diversas ramas, entre las cuales están los Catilina, los Fidena y los Silo.

## Personajes ilustres
Entre los personajes más importantes de la gens Sergia se encuentran:
- Lucio Sergio Fidenas, Cónsul de 437 a. C.. Lleva a cabo la guerra contra los Fidenati, de los cuales obtiene el cognomen Fidena.
- Manio Sergio Fidenas, Tribuno militar con potestad consular en 404 y 402 a. C. durante el asedio de Veyes.
- Marco Sergio Esquilino, miembro del segundo decenvirato, 450 a. C.
- Marco Sergio Silo, bisabuelo de Catilina, participó en la segunda guerra púnica cubriéndose de gloria, y se convirtió en pretor en 197 a. C..
- Lucio Sergio Catilina, político, históricamente el miembro más notable de la gens Sergia, estuvo vinculado a Sila en la política en 82 a. C.; en varias oportunidades candidato al consulado, fue derrotado por Cicerón e intentó tomar el poder por medio de una insurrección armada, la famosa Conjuración de Catilina, que fue sin embargo frustrada; fue derrotado y muerto en Pistoia, en Etruria, cuando batallaba contra el ejército del cónsul Cayo Antonio Híbrida, en 62 a. C.